# Provincia di Utcubamba
La provincia di Utcubamba è una provincia del Perù, situata nella regione di Amazonas.

## Geografia antropica

### Suddivisioni amministrative
È divisa in 7 distretti (comuni)
- Bagua Grande
- Cajaruro
- Cumba
- El Milagro
- Jamalca
- Lonya Grande
- Yamón